# Ophiogymna capensis
Ophiogymna capensis är en ormstjärneart som först beskrevs av Christian Frederik Lütken 1869.  Ophiogymna capensis ingår i släktet Ophiogymna och familjen Ophiothrichidae. Inga underarter finns listade i Catalogue of Life.